# Слатина (област Пловдив)
Вижте пояснителната страница за други значения на Слатина.
Слатина е село в Южна България. То се намира в община Карлово, област Пловдив.

## География
Село Слатина се намира в живописен планински район. Разположено е в северните склонове на Същинска Средна гора. Скътано в пазвите на планината, то е добре защитено от силните и студени ветрове, спускащи се от връх Вежен на Стария Балкан. Селото се намира на 25 км северозападно от гр. Карлово и на 79 км северозападно от гр. Пловдив. Отличава се с благоприятно местоположение и преходноконтинентален климат. В края на селото се извива река Стряма. В землището са налице ерозирани канелени и светлокафяви горски почви. Отглеждат се етеричномаслени и зърнени култури. Добре е развито овцевъдството и говедовъдството. Околностите са залесени с прекрасни широколистни и иглолистни гори.
Осигурено е покритие от трите мобилни оператора. Това улеснява контактите и подобрява връзките с външния свят.
Има преки автобусни връзки с градовете Клисура, Сопот и Карлово.

## История
Според легендите и преданията, които са запазени до наши дни, първите заселници в Слатина са дошли повече от 400 години преди освобождението от османско владичество.
В древността земите на с. Слатина са били заселени от траките. Като белег от онези времена са останали двете надгробни могили, намиращи се западно от селото-на височината, наречена „Чалтепе“ („Могила на ветровете“).
През средните векове в близост до река Стряма заселниците съградили здрава непревземаема крепост, в която са се опазвали от набезите на други народи. След нахлуването на османците, крепостта била разрушена до основи, а населението-изцяло изтребено.
За съществуването на селото се споменава за пръв път в официален турски документ от 1576 г., който се съхранява в Народната библиотека „Св. св. Кирил и Методий“ в София. В него селото е записано с турското име „Йенибейли“.
Първият заселник бил бедният овчар Георги. Той дошъл по тези земи със стадо овце от с. Дерелий, търсейки вода и трева за животните си-гонени от небивала дотогава суша. Заселил се до гората в малка плетена къща, измазана с кал и покрита със слама. При него започнали да прииждат и други овчари, заедно със семействата си. Сложено било началото на така наречената „Златинска махала“. Така се оформило с. Алтъново(Златина). Името му идвало от дерето, минаващо покрай селото. То носело златен пясък и му казвали „златното дере“. С течение на времето за по-благозвучно с. Златина започнало да се нарича Слатина. През османското владичество, селото се разраствало и към Освобождението то се разположило в сегашното си местоположение. Преди това било на няколко километра по-високо в Средна гора, за да не бъде засягано от турските набези.
Посрещането на освободителите в Слатина станало на 18 януари 1878 г.
В литературата животът и битът в с. Слатина най-добре са описани от Иван Вазов в романа „Под игото“- глава „Тлака в Алтъново“. Близък приятел на Иван Вазов бил поп Недялко-учител в еднокласното училище в Алтъново. Той му разказвал случки от живота в селото. Въз основа на тези разкази Вазов описва тлаката в Алтъново.
Църковният храм в селото е от края на XIX век и носи името „Свети Тодор“. Идеята за построяване на местна църква е подкрепена от Неофит Рилски, минал през селото около 1832 г. Матьо Кунчев и Станьо Петков подаряват място за двор на училището и черквата. Строежът започва през пролетта на 1884 г. с майстори македонци. Доведени са зографи от Самоков. В средата на лятото на 1885 г. черквата е напълно завършена. С общи усилия родолюбивите слатинци събират дарения за строежа. За зографисването образа на патрона на църквата-св. Тодор отвън, над главния вход, заплаща Стойо Стоянов. Средствата за построяването на камбанарията са дарени от Пенчо Лазаров. Освещаването на новопостроения храм „Св. Тодор“ се извършва при голяма тържественост на Петковден през 1885 г. в присъствието на митрополита на Пловдив. Внушителният църковен храм в с. Слатина е обявен за паметник на културата.
Наред с църковните дела, в Слатина отрано се работи и за издигане на просвещението. През 1873 г. по поръка на В. Левски в селото е открито еднокласно училище. Голям принос за това има Генчо Чорбаджи. Първи ученици в него са били: Иван Минчев, Минчо Илиев, Мичо Димитров, Георги Стефков, Танчо Тодоров и др. За учител е изпратен поп Недялко от Сопот. Стая за училището предоставя в къщата си Цвятко Стойчев – в същата къща, в която се е провела описаната от Иван Вазов тлака в Алтъново.
Когато се подготвя строежа на църквата в селото, в източния край на предоставения двор, първо е построена сграда за училище. В нея една стая служи временно за църква, а друга е стая за свещеника. С построяването на училищната сграда и църквата са осъществени дългогодишните мечти на слатинци. За учител е извикан поп Стойко от Цариброд. Той същевременно е и свещеник в селото. От 1880 г. учител става Иван Минчев, а през 1894 г. го ръкополагат за свещеник в Слатина.
Прогимназия в селото е открита през 1922 г., но не за дълго. По-късно с протоколно решение на МНП от 17 юли 1945 г.се открива първи прогимназиален клас за учебната 1945/1946 г., като за следващите години е предвидено да се открият втори и трети клас. Старото училище вече не може да побере децата. Неотложен е въпросът за нова училищна сграда. В набирането на средства за построяване на ново, по-голямо училище се включва цялото население. За целта са отсечени и продадени 1000 куб. м. дърва и са осигурени пари за строежа. С общи усилия и голям ентусиазъм през 1958 г.е завършена новата училищна сграда с модерен физкултурен салон. Най-голяма заслуга за строежа на училището имат Стоян Дочев Мичев и инж. Начков.
Друга важна инициатива за развитието на Слатина е електрифицирането на селото. За целта с доброволен труд населението осигурява 1200 дъбови стълба. През 1949 г. в Слатина блясва електрическа светлина-във всеки дом се поставя по една електрическа крушка.
След електрификацията се поставя и въпросът за радиофикацията на селото. Всички домакинства събират еднакви суми и във всяка къща е поставена по една радиоточка, а по улиците се поставят високоговорители. Така през 1951 г. е постигната една голяма културна придобивка за населението.
През1959 г. е утвърден регулационния план на Слатина. Оттогава започва благоустрояването на селото. Масово се строят нови тухлени къщи. До 1975 г. жилищният фонд почти изцяло е подновен.
Общественото строителство се разширява много. Голямо събитие за Слатина е построяването на бетонен мост над река Стряма по пътя за с. Розино. Строежът продължава от 1947 до 1949 г. с доброволния труд на слатинското население. Работи се примитивно, без строителна техника, но всеоотдайно. През 1960 г. се асфалтира шосето Слатина – Столетово.
През 1961 г. се прокарват по-голямата част от улиците в селото, асфалтиран е пътят от Слатина до турското гробище на с. Розино. През 1969 г. селото се водоснабдява. Построена е надстройката над кооперативния дом. Там се помещават съветът, пощата, читалището и здравната служба. По-късно е построена самостоятелна съвременна сграда за здравна служба и красив парк. Обновен е селският площад.
Най-висок прираст на населението в селото е отбелязан през 90-те години на XX век. Тогава жителите са около 2000 души.

## Културни и природни забележителности
В селото има библиотека, скоро отремонтиран кино-салон, здравна служба. Читалище „Сеяч“ е основано през 1931 г.и напоследък развива активна самодейност, в която се включват все повече младежи от селото. Първото килийно училище е създадено в частна къща още през 1873 г. В обновения център е открит паметник на загиналите през войните герои от Слатина. В селото е съхранена и действа черквата „Св. Тодор“. Построена е през 1885 г. с доброволен труд и дарени лични средства от родолюбивите жители на с. Слатина. Черквата е обявена за паметник на културата. Тя е частично изографисана, с дърворезбовани царски двери и ажурно слънце на иконостаса.
Прекрасната природа около селото осигурява възможност за ловуване и целогодишен туризъм.

## Редовни събития
Всяка пролет в с. Слатина се провежда традиционен мото-крос.
На Тодоров ден се организира събор, кулминацията на който е надбягването с коне.
На Великден в центъра на селото се извиват кръшни хора.
За Празника на детето – 1 юни се провежда тържество за най-малките.
С шумни веселия се отбелязват и празниците:Богоявление, Трифон Зарезан, Сирни Заговезни, Лазаров ден и Коледа. Съхранена е автентичността на обичаите: коледуване, сурвакане, лазаруване, правене на кукери.